# Torcello
Torcello é uma ilha situada ao norte da Lagoa de Veneza. É considerada a região de Veneza continuamente habitada há mais tempo. 
O principal atrativo da ilha é a Catedral de Santa Maria Assunta, fundada em 639 e com muitas obras bizantinas dos séculos XI e XII, incluindo mosaicos.

## História

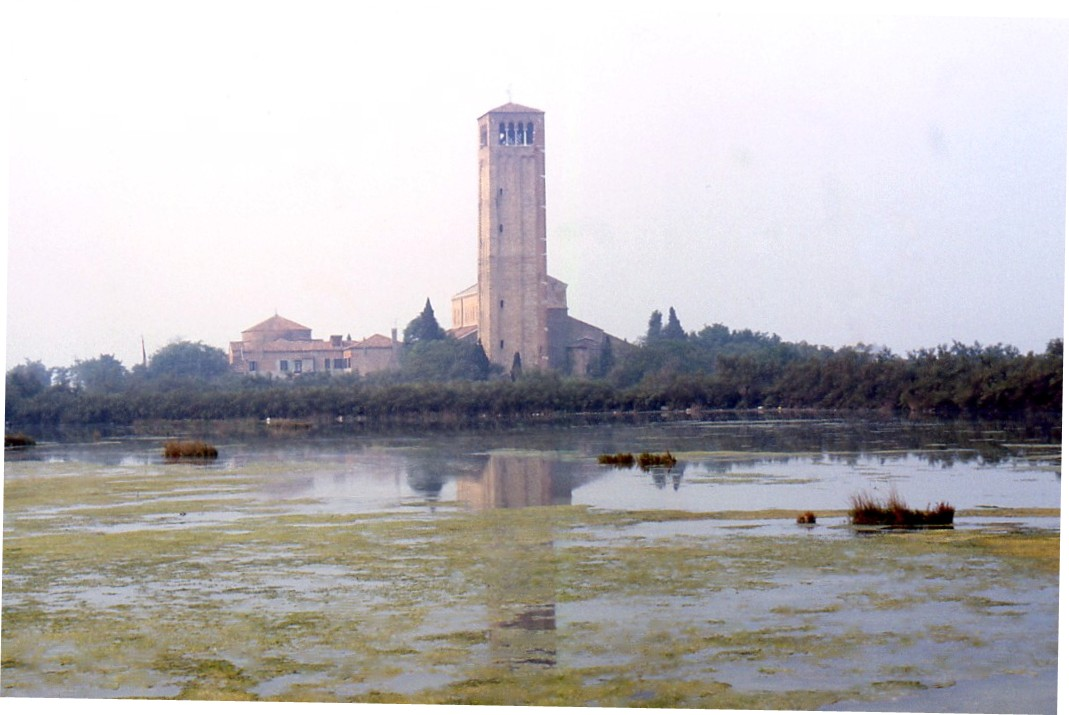
Vista de Torcello.

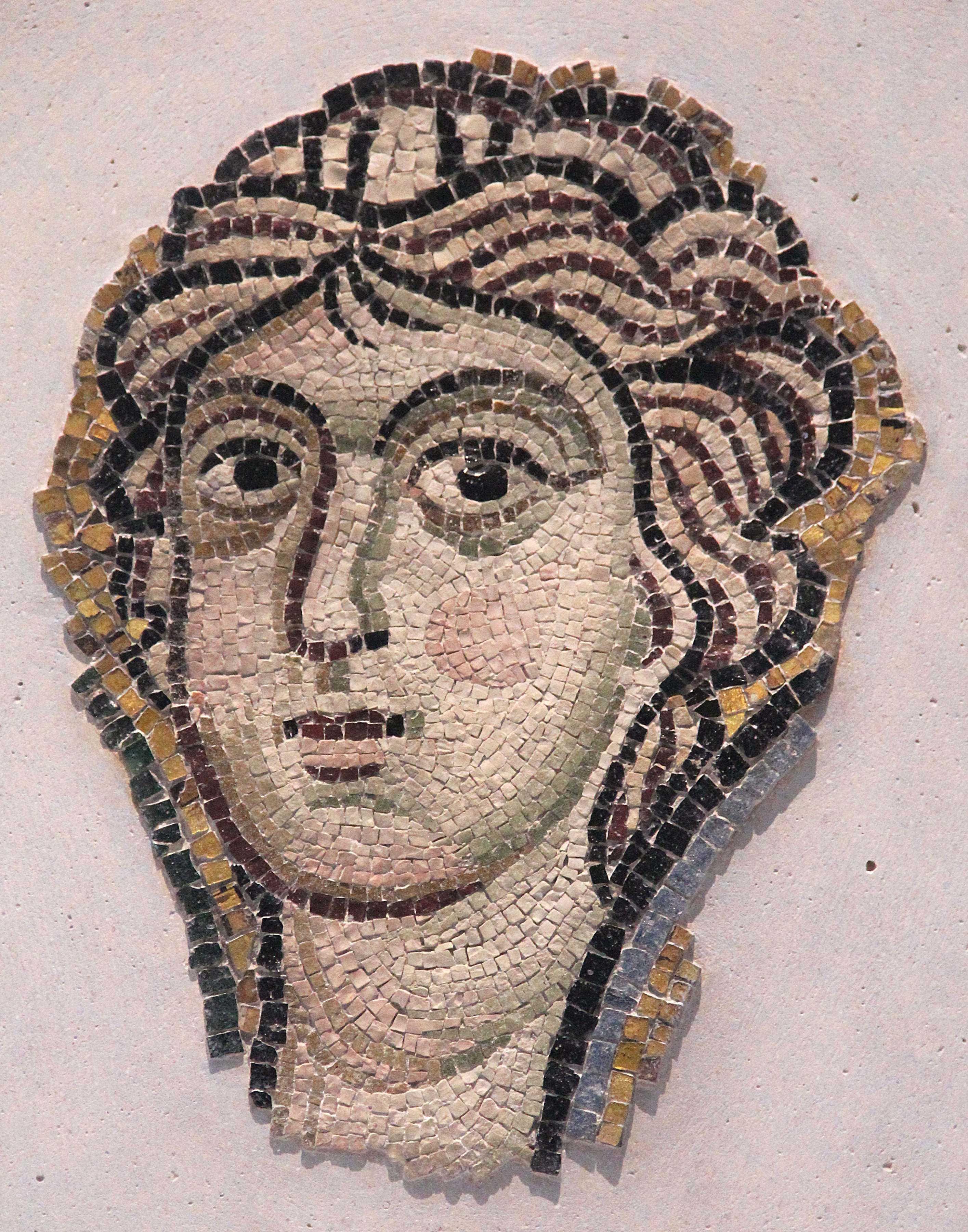
Fragmento de mosaico da catedral no Louvre em Paris.

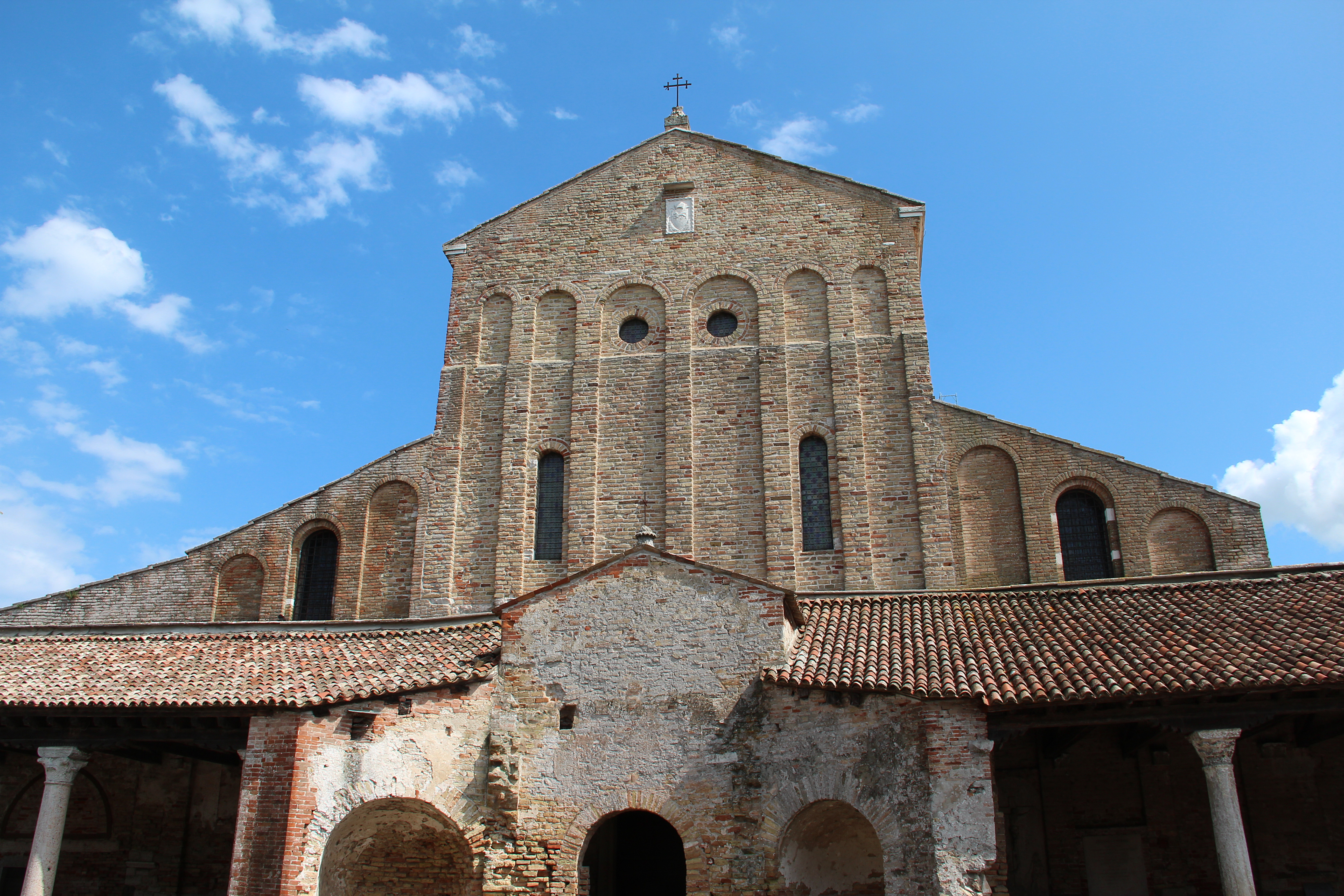
Fachada da catedral.

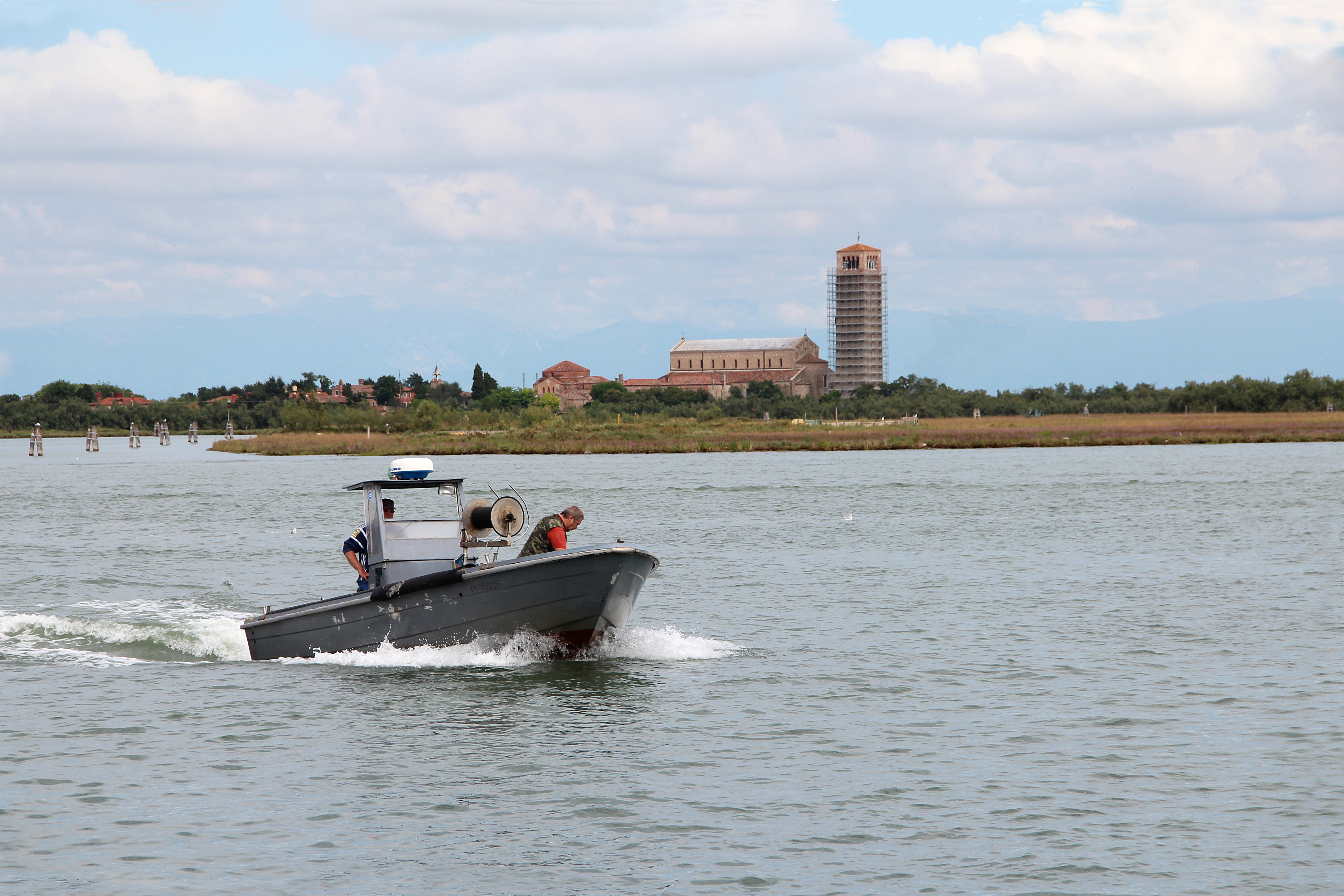
A ilha e sua catedral vista da lagoa.

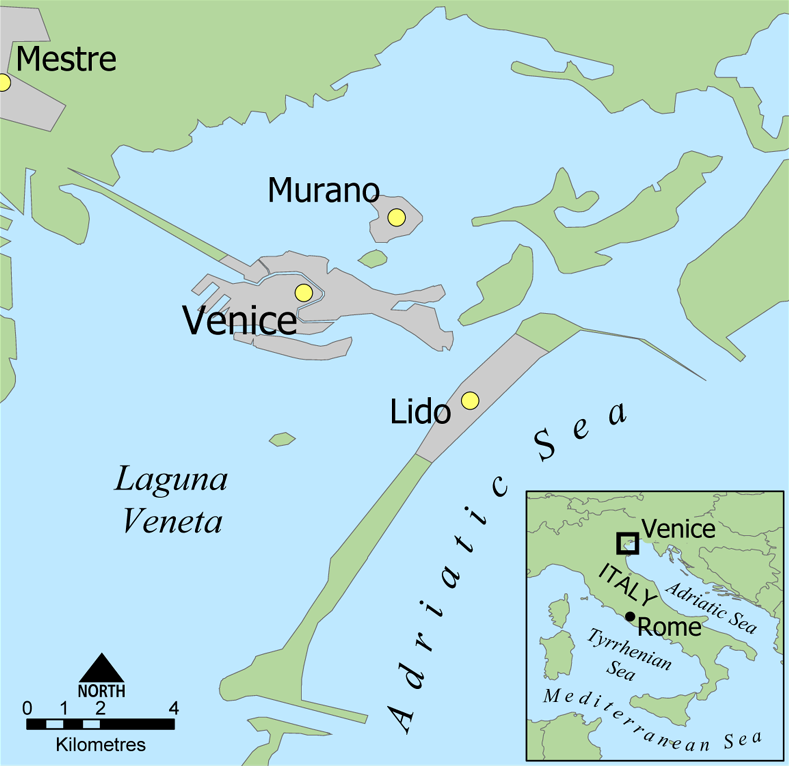
A laguna de Veneza - Torcello é a ilha mais ao norte do aglomerado central, cuja peninsula liga Veneza ao Continente.

Após a queda do Império Romano, Torcello foi uma das primeiras ilhas da lagoa a serem sucessivamente povoadas por aqueles que fugiram da cidade de Veneti em terra firme (continente), para se abrigar das invasões bárbaras recorrentes, especialmente depois de Átila, o Huno, que destruiu a cidade de Altino e todos os assentamentos em torno de 452. Embora a região de Veneto formalmente pertencesse ao exarcado bizantino de Ravena desde o fim da Guerra Gótica manteve-se inseguro por conta de freqüentes invasões germânicas e guerras. Durante os 200 anos seguintes os lombardos e francos alimentaram um fluxo permanente de refugiados urbanos sofisticados para a segurança relativa da ilha, incluindo o bispo de Altino. Em 638 Torcello tornou-se oficialmente o bispado por mais de mil anos e as pessoas de Altino trouxeram consigo as relíquias de São Heliodoro, agora, o padroeiro da ilha. 